# Delightfulee
Delightfulee è un album di Lee Morgan, pubblicato dalla Blue Note Records nel 1966.Il disco fu registrato al Van Gelder Studio in Englewood Cliffs, New Jersey (Stati Uniti) nelle date indicate nella lista tracce .

## Tracce
Lato A
1. Ca-Lee-So – 5:30 (Lee Morgan) – Registrato il 27 maggio 1966
2. Zambia – 5:40 (Lee Morgan) – Registrato il 27 maggio 1966
3. Yesterday – 5:45 (John Lennon, Paul McCartney) – Registrato l'8 aprile 1966

Lato B
1. Sunrise, Sunset – 6:15 (Jerry Bock, Sheldon Harnick) – Registrato l'8 aprile 1966
2. Nite Flite – 7:30 (Lee Morgan) – Registrato il 27 maggio 1966
3. The Delightful Deggie – 6:35 (Lee Morgan) – Registrato il 27 maggio 1966

Edizione CD del 1995, pubblicato dalla Blue Note Records
1. Ca-Lee-So – 5:30 (Lee Morgan)
2. Zambia – 5:40 (Lee Morgan)
3. Yesterday – 5:45 (John Lennon, Paul McCartney)
4. Sunrise, Sunset – 6:15 (Jerry Bock, Sheldon Harnick)
5. Nite Flite – 7:30 (Lee Morgan)
6. The Delightful Deggie – 6:35 (Lee Morgan)
7. Need I? – 7:08 (Lee Morgan) – Bonus Track
8. Filet of Soul (aka Hoppin' John) – 8:26 (Lee Morgan) – Bonus Track
9. Zambia (Big Band Version) – 7:58 (Lee Morgan) – Bonus Track
10. The Delightful Deggie (Big Band Version) – 5:49 (Lee Morgan) – Bonus Track[3]

- Brani CD 1, 2, 5 e 6 - registrati il 27 maggio 1966
- Brani CD 3, 4, 7, 8, 9 e 10 - registrati l'8 aprile 1966[2]

## Musicisti
Brani A1, A2, B2 e B3 / CD 1, 2, 5 e 6
- Lee Morgan - tromba
- Joe Henderson - sassofono tenore
- McCoy Tyner - pianoforte
- Bob Cranshaw - contrabbasso
- Philly Joe Jones - batteria

Brani A3 e B1 / CD 3, 4, 7, 8, 9 e 10
- Lee Morgan - tromba
- Ernie Royal - tromba
- Tom McIntosh - trombone
- Jim Buffington - corno francese
- Don Butterfield - tuba
- Phil Woods - sassofono alto, flauto
- Wayne Shorter - sassofono tenore
- Danny Bank - sassofono baritono, clarinetto basso, flauto
- McCoy Tyner - pianoforte
- Bob Cranshaw - contrabbasso
- Philly Joe Jones - batteria